# Архиерейский собор Сербской православной церкви

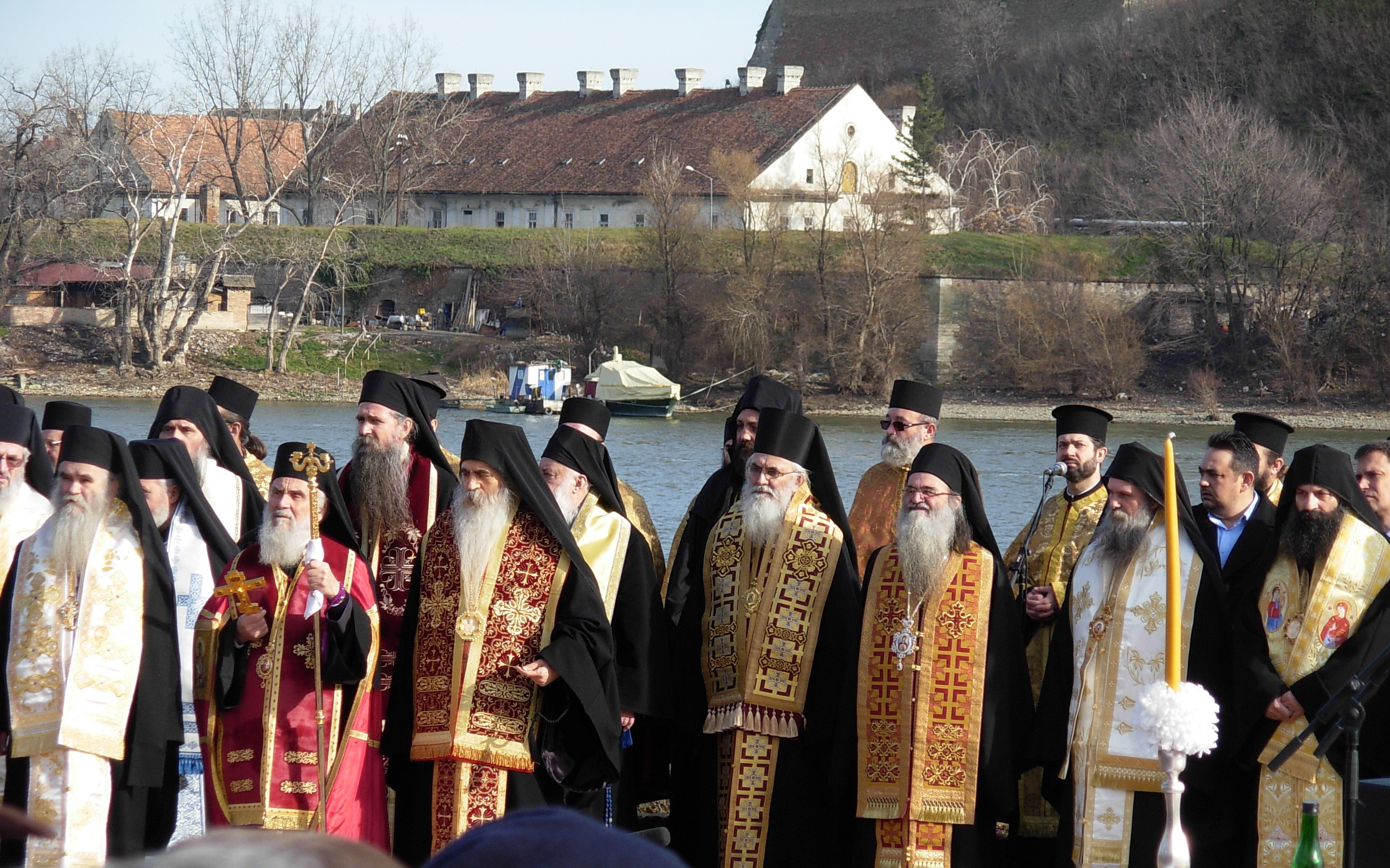
Архиереи СПЦ на 70-й годовщине резни в Нови-Саде

Священный Архиерейский собор Сербской православной церкви (серб. Свети архијерејски сабор Српске православне цркве) — высший орган церковной законодательной власти в вопросах веры, богослужения, церковного строя или церковной дисциплины и внутренней организации Сербской православной церкви (СПЦ). Он является также высшей судебной властью в своей компетенции. Созывается ежегодно в мае. В экстренном случае также может собраться и в любое другое время.
Архиерейский собор составляют все епархиальные архиереи под председательством патриарха, и его решения признаются действительными, если при их принятии на заседании Собора присутствует более половины епархиальных архиереев. Только они могут принимать участие в голосовании по тому или иному вопросу. При равном количестве голосов решающим является голос патриарха. В настоящее время Архиерейский собор возглавляет патриарх Порфирий.